# Myślibórz
Myślibórz (česky historicky Mysliboř,
německy Soldin, kašubsky Żôłdzëno) je město v severozápadním Polsku v Západopomořanském vojvodství, sídlo okresu Myślibórz ve stejnojmenné gmině. Je sídlem prvního kláštera Kongregace sester Matky Božího Milosrdenství a svatyně Božího Milosrdenství. V roce 2024 zde žilo 10 328 obyvatel.
V minulosti se město stalo místem podpisu dvou smluv, a sice smlouvy z roku 1309 mezi Braniborským markrabstvím a Řádem německých rytířů a smlouvy z roku 1466 mezi Braniborským kurfiřtstvím a Pomořanským vévodstvím.

## Historie

### Středověk

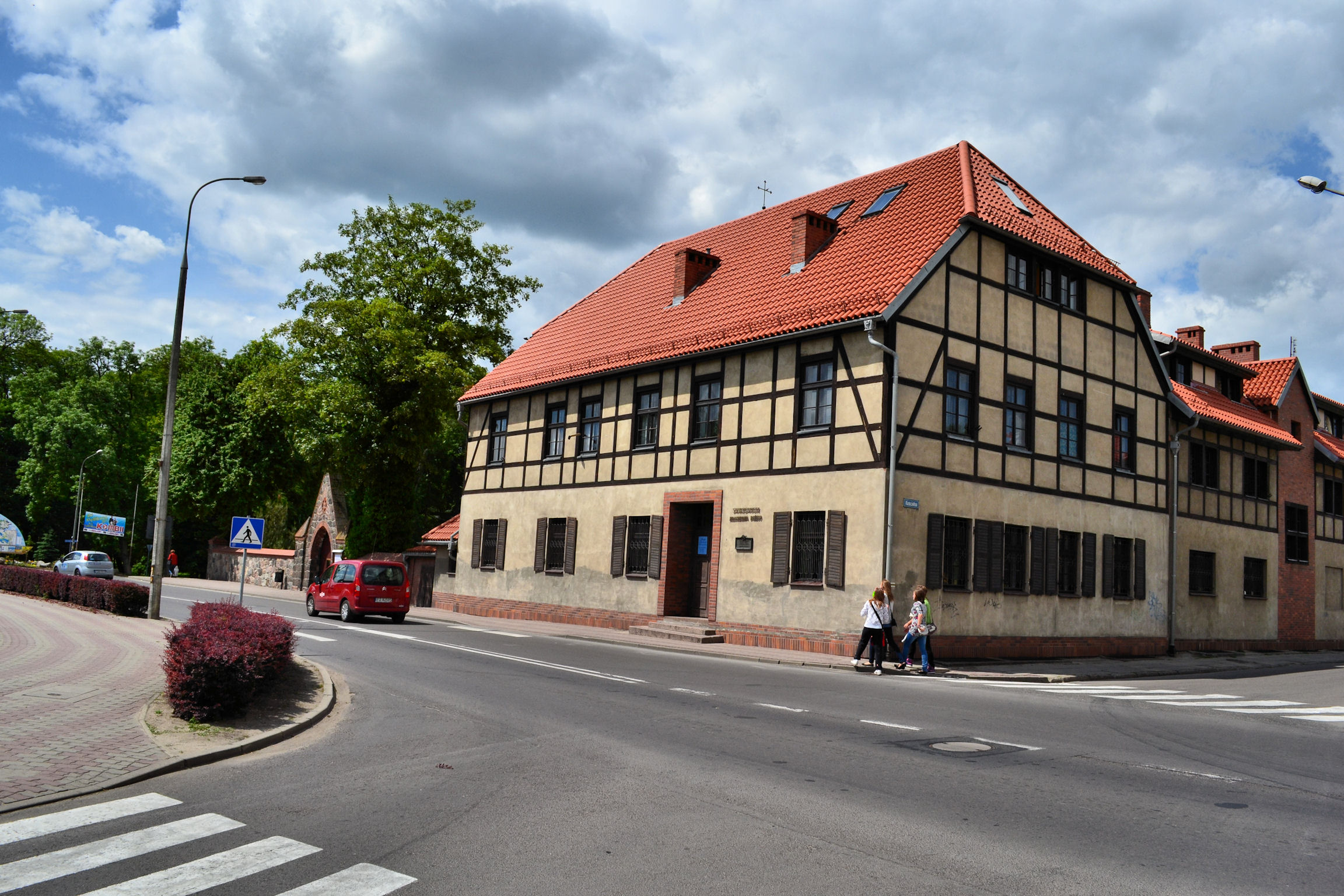
Hrázděný klášter

Oficiální webové stránky města se zmiňují o osídlení na březích Myslibořského jezera předslovanským obyvatelstvem patřícím k Lužické kultuře. Osídlení pochází údajně ze 7. století a později, v 10. a 11. století, se z něho stala pevnost Západních Slovanů. Piastovský kníže Měšek I. tuto oblast přičlenil koncem 10. století k Polskému knížectví. Podle městských webových stránek se na území města původně nacházela rybářská osada zvaná Sołtyń, ležící na obchodní cestě mezi Slezským údělným knížectvím a Velkopolským knížectvím směrem k deltě Odry. Od jména této osady pochází pozdější německý název města Soldin.
V roce 1228 zde dominikáni založili ubytovnu pro putující členy řádu. Roku 1238 získali zdejší pevnost od knížete Vladislava Odonice rytíři Řádu templářů, kteří ji v roce 1261 prodali Askánským markrabatům Janu I. a Otovi III. z Braniborského markrabství. Spolu s nedalekým Santockým purkrabstvím bylo toto původně polské území začleněno do teritoria braniborské Nové marky (polsky Nowa Marchia). První písemná zmínka o městě Soldinu pochází z právní listiny z roku 1270. Město se záhy stalo administrativním centrem oblasti a v roce 1275 zde byl založen dominikánský klášter. V první polovině 14. století však Soldin prožíval kvůli moru a politickým sporům Askánské dynastie, během nichž byl zničen zdejší hrad, úpadek.
Roku 1373 byla Nová marka připojena k zemím Koruny české, jimž v té době vládli Lucemburkové. V roce 1402 uzavřel Václav IV. v Krakově dohodu s polským králem Vladislavem II., podle níž mělo Polsko odkoupit a opětovně připojit Novou marku ke svému území. Oblast však byla nakonec prodána Řádu německých rytířů. Za polsko-křižáckých válek (1431–1435) bylo město v roce 1433 zničeno husity. V roce 1455 prodal Řád německých rytířů Soldin Braniborskému markrabství, jemuž nyní vládli Hohenzollernové, čímž získal peníze na další válku s Polskem (třináctiletá válka (1454–1466). Kurfiřt Fridrich II. Železný si roku 1466 nechal formálně potvrdit svrchovanost Braniborů nad městem Dohodou ze Soldinu s Pomořanským vévodstvím. V roce 1473 město krátce obsadil pomořanský kníže Boguslav X.

### Moderní doba

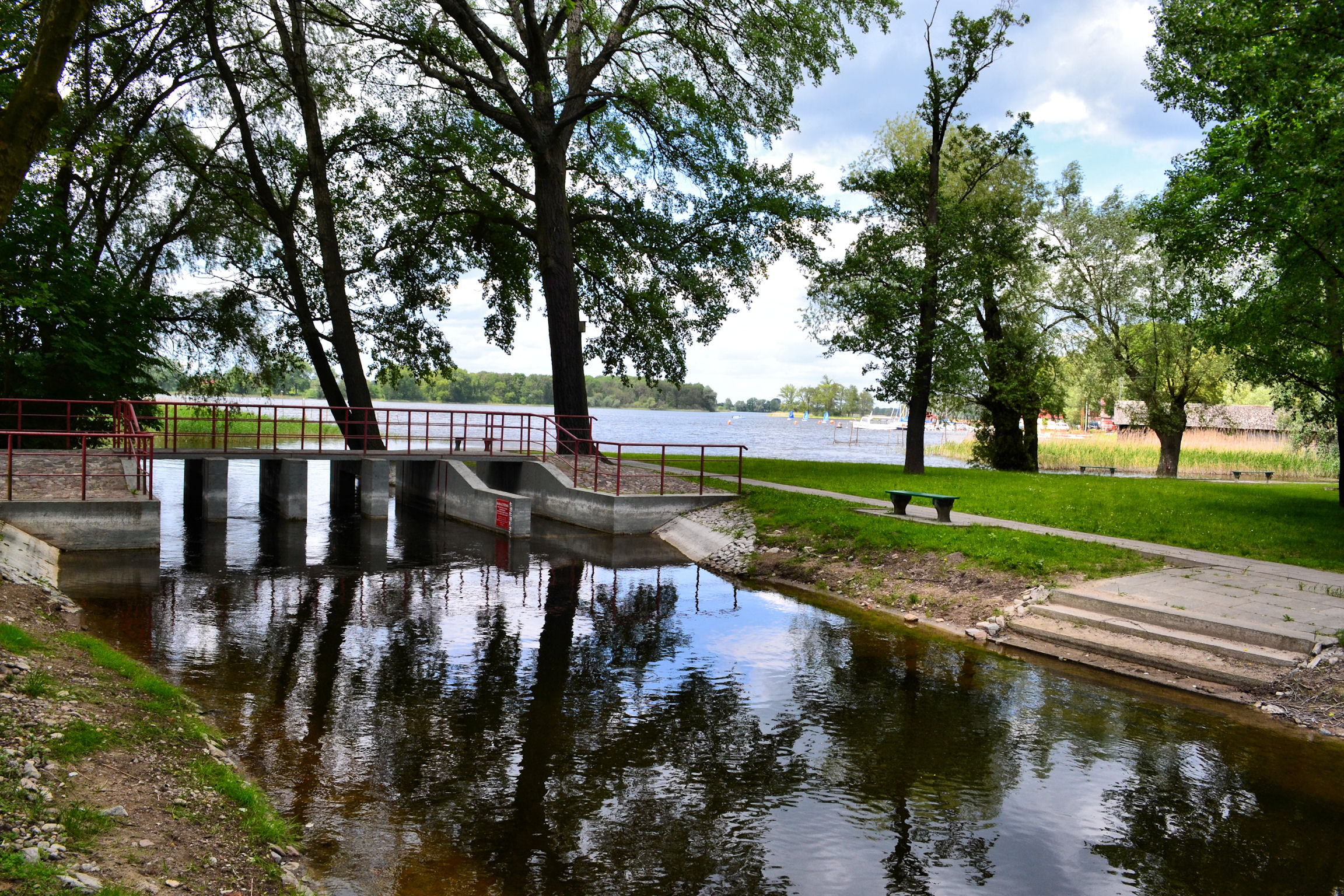
Myslibořské jezero

V 16. století převedl braniborskokostřínský markrabě Jan Hohenzollern (1513–1571) Novou marku na Protestantskou víru a přemístil státní správu ze Soldinu do Kostřína. Dominikánský klášter byl zrušen. Za třicetileté války byl Soldin značně poničen, když do něj během tažení proti dánskému králi Kristiánu IV. vpadla císařská armáda, jíž velel Albrecht z Valdštejna. Město se začalo vzpamatovávat až v 18. století, kdy se za vlády Bedřicha Velikého stalo pruským posádkovým městem. Poté, co v roce 1871 vzniklo Německé císařství, stal se Soldin okresním městem zemského okresu v rámci pruské provincie Braniborsko. Průmyslová revoluce probíhající v Německu v 19. století se ho v podstatě nedotkla, železnice sem dorazila až roku 1888, elektrifikace v roce 1898 a městský vodovod byl zprovozněn až v roce 1912.
Na počátku 2. světové války v roce 1939 žilo v Soldinu 6284 obyvatel. Dne 31. ledna 1945 se ho bez boje zmocnila Rudá armáda. Zčásti vylidněná oblast byla po skončení války v rámci Postupimské dohody předána Polsku. Přeživší německé obyvatelstvo bylo násilně vysídleno a město, přejmenované na Myślibórz, bylo postupně osídlováno Poláky. Stalo se okresním městem napřed ve Štětínském vojvodství (1945–1975), poté ve vojvodství hořovském (1975–1998) a nakonec, od 31. prosince 1998, ve vojvodství Západopomořanském.